# Самарский Николаевский монастырь
Самарский Николаевский монастырь — мужской монастырь Самарской епархии Русской православной церкви, действовавший в городе Самара во второй половине XIX — первой трети XX веков.
Стал первым православным мужским монастырём после создания Самарской губернии, изначально был оформлен как мужской общежительный монастырь третьего класса, позднее стал числиться как необщежительный монастырь второго класса. При советской власти монастырь был закрыт, храмы разобраны. Сохранились отдельные здания бывших монастырских построек на территории Самары.

## История

### Предыстория
После создания в 1851 году Самарской губернии и Самарской епархии возник вопрос о необходимости создания в Самаре мужского монастыря. Некогда в городе существовал Спасо-Преображенский мужской монастырь, но он был упразднён ещё в 1738 году. Епископ Евсевий (Орлинский) отправил в Святейший Синод просьбу об открытии монастыря в Самаре.
Своё прошение Евсевий мотивировал необходимостью созданию приюта для беспомощного вдового духовенства, необходимостью приготовления детей бедного духовенства к причетническим должностям, а также тем, что церковных подсудимых для испытания и надзора лучше было бы помещать в монастырь, вместо практики рассылки о разным церквям. Кроме того Евсевий доказывал необходимость открытия семинарии, которую тоже удобнее всего создавать при монастыре, чтобы в распоряжении воспитанников был достаточный участок земли для ознакомления с сельским хозяйством.
По мнению епископа Евсевия лучшим местом для монастыря была территория у урочища «Вислый камень», на берегу Волги вдоль Аннаевского оврага и Молоканского сада. Самарский губернатор К. К. Грот согласился этим, и по его настоянию в 1857 году самарское городское общество пожертвовало для будущего монастыря участок в 77 десятин и 586 сажень с условием, что монастырь не будет препятствовать городу брать с берега Волги, прилегающего к отводимому участку, бутовый камень. Однако епархия не имела на тот момент средств для строительства, и сдала территорию в аренду горожанам, что вызвало конфликт с губернским начальством: земля выделялась под строительство, а не для получения прибылей. Новый самарский архиерей, епископ Феофил (Надеждин) объяснил, что мера эта вынужденная, необходимая, чтобы собрать средства для обустройства обители.
В новой епархии планировалось открытие духовной семинарии, которую планировалось разместить на территории монастыря. Епископ Феофил счёл, что разместить здание семинарии на монастырской территории невозможно. Он писал губернатору Гроту 29 мая 1858 года:

Относительно размещения Семинарии на одном с Монастырем участке земли, я тех же мыслей, что Семинарию помещать на этом участке не должно, и между прочими причинами — по той, что за расположением на означенном участке мужскаго Монастыря не останется нисколько места для Семинарии; ибо монастырь кроме церковных, братских и надворных строений, должен иметь огород, сад, свечной завод, гостиницу, также с двором; так что, имея в виду несколько десятин земли в означенном участке, негодных ни к разведению сада и огорода, ни к возведению построек, нельзя предполагать, чтоб у Монастыря была лишняя земля в назначенном для него участке.
Однако во время написания этого письма 90 % территории обители сдавалось в аренду горожанам под распашку, что дало повод губернатору проигнорировать письмо и разместить семинарию на территории, принадлежащей монастырю.
Постепенно сформировалась общежительная обитель, в которую стали поступать пожертвования от горожан. В 1858 году самарский купец Ф. Щепкин пожертвовал будущему монастырю ещё 150 десятин земли, правда уже за Волгой, на её правом берегу. Самарская епархия сдала и эту землю в аренду для получения средств для строительство обители. Помещик Симбирской губернии Астраханцев пожертвовал будущему монастырю деревянный дом, из которого была впоследствии построена первая деревянная больничная церковь, которую освятили 29 июня 1860 года. Также на пожертвования был построен и первый каменный храм, освящённый в 1861 году.

### Монастырь в 1860-е годы

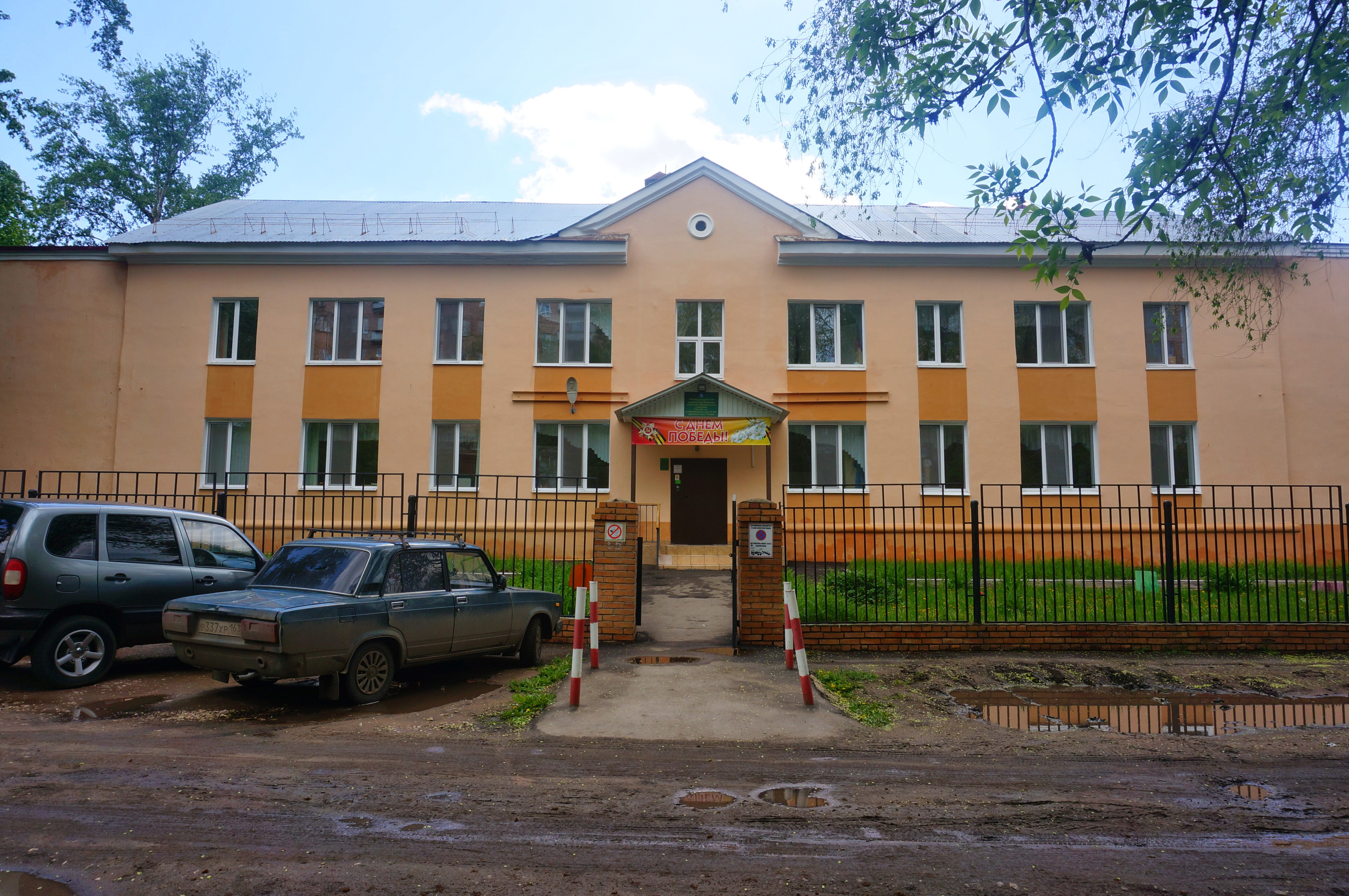
Здание бывшей трапезной монастыря

В 1860 году обитель насчитывала 12 человек, а в 1861 уже 50 человек, в ней даже была введена должность настоятеля. Оставалось получить официальный статус. Самарский епископ Феофил направил в Синод повторное прошение об открытии в городе монастыря.
Самарский писатель и общественный деятель Пётр Алабин писал об учреждении монастыря:

Преосвященный Феофил, имея в виду скудость средств на сооружение и содержание проектируемаго монастыря, ходатайствовал пред Св. Синодом об упразднении одного из существующих монастырей в какой либо епархии, где за множеством их, можно это сделать без ущерба интересам благочестия и о переводе штата закрытаго монастыря на проектируемый монастырь. Св. Синод уважил это ходатайство и указом от 19 сент. 1860 г. предписал Христофору, епископу Вологодскому, в епархии котораго многие монастыри, от излишества оных, при малочисленности братии, находятся в крайне скудном состоянии, представить свои соображения об упразднении одного из монастырей его епархий. Вследствие этаго распоряжения, был закрыт Сольвычегодский Николо-Коряжемский 3-е классный монастырь, так как он был беден монашествующими (10 человек) и находился в 15 вер. от другаго монастыря Введенскаго, что в Сольвычегодске, куда и была переведена братия упраздненнаго Монастыря.

Наконец, 1 ноября 1863 года состоялось официальное открытие Николаевского мужского общежительного монастыря третьего класса. Жалованья было положено 417 р. 60 копеек: настоятелю по 57 р. 15 коп, казначею по 10 р. 2 коп., 4-м иеромонахам и 2-м иеродиаконам по 6 р. 90 коп., 4-м монахам по 5 р. 73 коп., на содержание братии, монастырских зданий и церковные нужды 286 р. 11 коп., а также 240 рублей взамен служителей.
В 1863 году штат монастыря насчитывал 25 человек, в том числе 1 игумен-настоятель, 3 иеромонаха, 2 иеродиакона, 1 манатейный монах, 15 рясофорных послушников, 1 стихарный послушник и 2 послушника.
В 1864 году министерство государственных имуществ выделило для монастыря 150 десятин из участка «Монастырские паи» для поддержания обители в материальном отношении. Но и этим территориальные приобретения монастыря не ограничились. Также обители принадлежало 129 десятин земли к каменоломнями, лесом и лугами при селе Ширяев Буерак Сызранского уезда, 250 десятин лугов в семи верстах от монастыря, 500 десятин в Николаевском уезде около реки Чагра, переданные монастырю в 1892 году, и 3 десятины лугов за рекой Самарой, пожертвованные самарским купцом В. А. Головачёвым.
В 1867 году был утверждён новый штат, по которому монастырь ежегодно получал 657 рублей 60 копеек. Кроме того он получал доходы от использования собственных земель, доход с которых достигал 2500 рублей в год. Ещё до 1000 рублей монастырь получал доходов от свечного завода.

### Монастырь в начале XX века

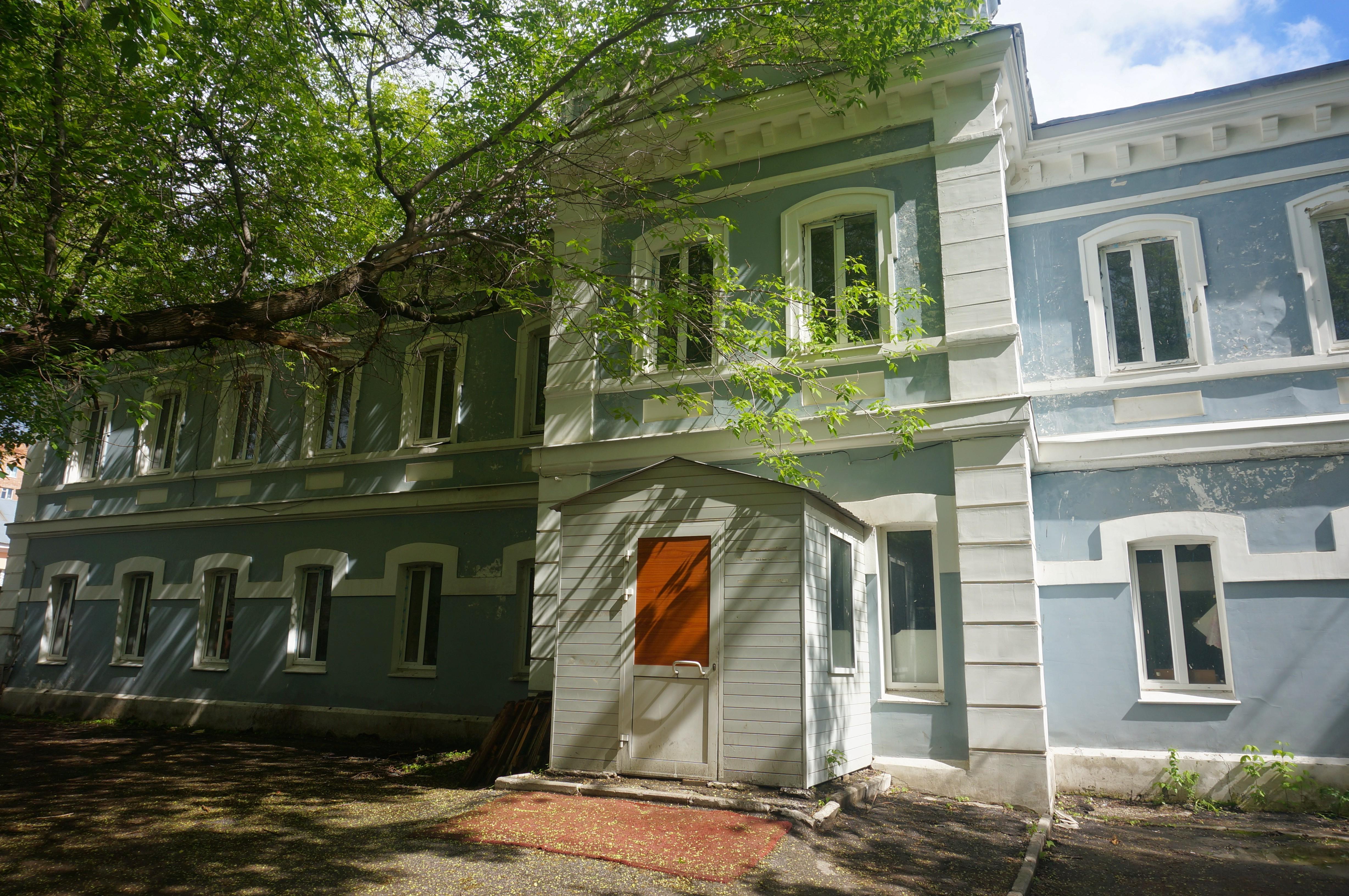
Бывший келейный корпус. Ныне пустует

По некоторым сведениям, в 1907 года в монастыре проживало 55 насельников. Во время русско-японской войны в 1904 году иеромонах Лаврентий был командирован в действующую армию на Дальний Восток.
Православный энциклопедический словарь за 1912 год так пишет о монастыре: «Самарский Николаевский необщежительный, 3 класса, мужской монастырь, в 3 верстах от г. Самары, учрежден в 1863 г. Два храма. Управляет Архимандрит, братии 35 человек».
В 1916 году в монастыре в штате числилось всего 22 человека: настоятель-архимандрит, 6 иеромонахов, 3 иеродиакона, 8 монахов и 4 послушника, кроме этого было некоторое число послушников, в штате не состоявших. У этому времени за монастырём числилось 465 десятин 686 сажень земли, кроме того ежегодно он получал из казны 1500 рублей пособия, так как к этому времени был причислен ко 2-му классу.
В 1914 года настоятель затеял строительство каменного корпуса для братских келий, а также часовни и школы в Монастырском посёлке. Архитектор П. В. Шаманский создал проект для строительства. В 1915 году был окончен братский двухэтажный каменный корпус, сохранившийся до настоящего времени. Дальнейшее же строительство было остановлено из-за сложной экономической обстановки в военный период. В 1914 году при монастыре был открыт лазарет.

### Монастырь при Советской власти
На основании декрета СНК РСФСР «Об отделении церкви от государства» всё движимое и недвижимое имущество монастыря перешло в управление местных органов власти. В декабре 1918 года Самарский отдел народного образования передал трапезную монастыря для размещения вечерних курсов для рабочих. Однако продолжала существовать община верующих, которая распоряжалась монастырскими храмами.
В начале 1923 года была сформирована комиссия при губисполкоме по приёму монастырских корпусов.
В феврале 1930 года постановлением Средневолжского крайисполкома монастырь окончательно был закрыт. Монастырские храмы были переданы самарскому заводу № 42 под клуб, но вскоре разобраны как и большинство остальных строений. Кирпичи использовались для строительства жилых домов по улице Ново-Садовой, а также для строительства фабрики-кухни завода имени Масленникова (ныне - Самарский филиал Третьяковской галереи), памятника архитектуры города.
В 1970-е года на этой территории посёлка Новый Афон был построен 4-й микрорайон Самары.

## Настоятели
По видимости первым настоятелем обители был иеромонах Макарий, находившийся в должности с февраля 1860 года. Но уже с 23 июля 1860 года поста настоятеля занял иеромонах Николай. После официального открытия монастыря, с 16 декабря 1863 года его возглавлял игумен Варлаам, состоявший прежде при Уфимском архиерейском доме.
В 1867 года звание настоятеля монастыря было предоставлено преосвященному Герасиму, епископу Самарскому, от его имени обителью руководил наместник иеромонах Исидор, из иеромонахов Хутынского монастыря, не раз бывавший в заграничных плаваниях. В 1865 году Исидор побывал в Бразилии на фрегате «Генерал-Адмирал», в 1866—1868 годах плавал в Америку и на мыс Доброй Надежды.
Позднее настоятелем был архимандрит Вениамин. В 1907 году указом Синода настоятелем монастыря стал иеромонах Иннокентий (в миру — Викентий Годун), некогда послушник Киево-Печерской лавры, принявший постриг в Самаре в 1900 году.
Последним настоятелем обители с 13 сентября 1911 года и по октябрь 1917 года был архимандрит Анатолий, бывший оптинский монах.

## Имущество монастыря
Каменное строительство началось в монастыре лишь после 1860 года, до этого все постройки были только деревянными. Пётр Алабин в 1877 году дал следующее описание монастыря:
«Ныне в монастыре находятся: странноприимный дом, двухэтажный, на каменном фундаменте, — довольно обширное здание; каменный, двухэтажный, на 13 саженях, корпус, в верхнем этаже которого помещается настоятель и монастырская библиотека, а в нижнем братия; полукаменный дом на 8-ми саженях, для помещения братии; деревянный, обложенный кирпичом, одноэтажный трапезный корпус; деревянный, с подвалами флигель, в котором с 1865 года устроен свечо-восковой завод; баня; погреба; подвалы; службы и скотный двор; наконец, внутри монастыря, есть кладбище, на котором, с разрешения архиерея, погребают и не принадлежащих монастырю покойников; место для сада и огорода, хотя ни того, ни другого доселе не разведено, также как нет колодца с водою. Монастырь обнесен каменною оградою с четырьмя, по углам её, башнями».

### Храмы

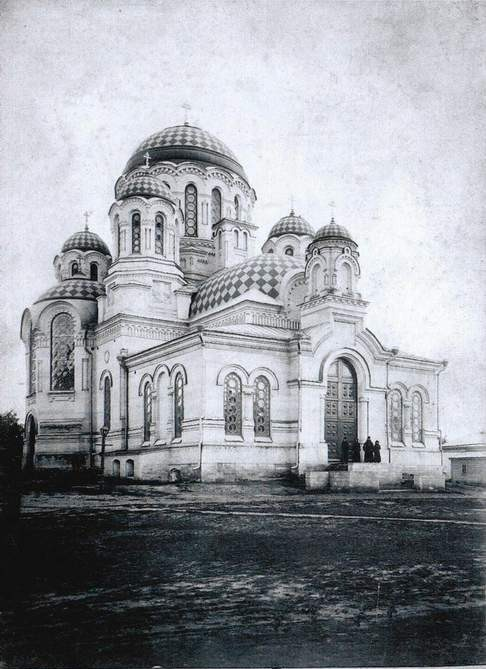
Храм, освящённый в 1909 году во имя святителя Николая Чудотворца

В монастыре на протяжении его существования имелось три храма.
Первый храм был деревянный двухпрестольный с главным престолом во имя иконы Божией Матери «Всех скорбящих радость». Он был построен в 1860 году как однопрестольный. Первоначально церковь именовалась Больничной. По скудости средств братия создаваемого ещё монастыря построила церковь из пожертвованного обители деревянного дома. Иконостас был полотняный, походного типа. Некогда он был передан из Киева в Саратов, когда открывалось Вольское викариатство, после упразднения которого иконостас был передан в Самарскую епархию
Позднее, стараниями самарского купца Василия Ефимовича Буреева, иконостас был заменён на постоянный. Храм был освящён 29 июня 1860 года епископом Феофилом. В 1868 году заботами настоятеля монастыря и самарского епископа Герасима церковь была отремонтирована и приведена в надлежащий вид, а затем 12 мая 1868 года храм был освящён в честь иконы Божией Матери «Всех скорбящих Радость».
В 1884 году храм был перестроен, в нём был устроен придел во имя великомученика Пантелеимона, освящённый 5 мая 1885 года. Храмовые праздники отмечались в главном приделе 24 сентября, а в приделе — 27 июля. Икона Божией Матери всех скорбящих радость была перенесена из Крестовой церкви. Храмовая икона Божией Матери «Всех скорбящих Радость» находилась под сенью у правого клироса. Она была перенесена из Крестовой церкви, причём с условием ежегодно на несколько дней возвращать её в Крестовую церковь для отправления подобающего в её честь богослужения. Икона имела в высоту 12 с половиной вершков и в ширину 10 вершков. Её украшала серебряная с позолотой риза, расшитая мелким жемчугом.
В 1860 году был построен каменный однопрестольный храм, освящённый в 1861 году во имя святителя Николая Чудотворца. При храме имелось две колокольни.
В 1901 году по причине ветхости храм был упразднён. Настоятель архимандрит Вениамин задумал строительство нового большого храма, который был заложен 5 мая 1902 года епископом Гурием.
Имя автора первоначального проекта не сохранилось. Известно, что пятиглавый, трёхпрестольный собор «византийского стиля» вначале строился под наблюдением архитектора Ф. П. Засухина, вносившего также изменения в проект. Однако в 1904 году Засухин был призван в армию, и в дальнейшем за строительством наблюдал другой самарский архитектор А. А. Щербачёв. 11 октября 1909 года состоялось торжественное освящение собора. Главный престол был освящён во имя святителя Николая Чудотворца, правый придел во имя Покрова Пресвятой Богородицы и святого Великомученика Пантелеимона, а левый — во имя иконы Божией Матери «Владимирская» и Святителей Феодосия Угличского и Иоанна Златоуста. На освящении присутствовали самарский епископ Константин, настоятель монастыря игумен Иннокентий, бывший настоятель монастыря архимандрит Вениамин, специально приглашённый из города Можайска, где он тогда жил, а также множество другого самарского духовенства.
Храм был рассчитан на 1500 человек молящихся. Роскошный иконостас был пожертвован известным самарским благотворителем, почётным гражданином города А. Н. Шихобаловым. Левый и правый иконостасы были сделаны иконостасных дел мастером и иконописцем И. В. Белоусовым в русско-византийском стиле. Он же расписал стены храма, на которые было нанесено 96 картин на библейские сюжеты. Позднее Белоусов был похоронен у стен храма. Престольный праздник отмечался 6 декабря.

### Прочее имущество

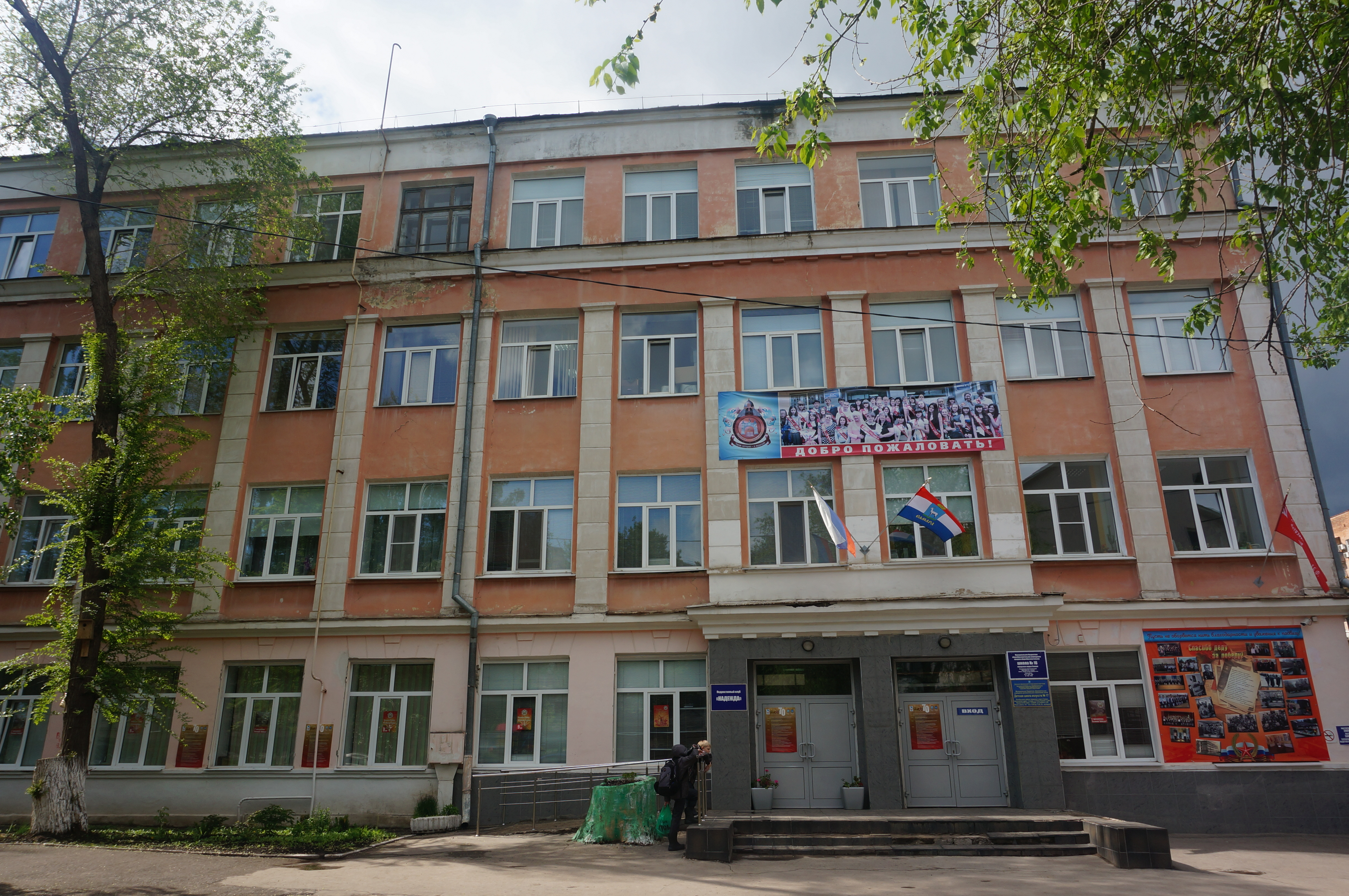
Школа №16, построенная на фундаменте Никольского собора

Монастырь располагался на территории, ограниченной современными улицами Осипенко, Челюскинцев (ранее Ново-Никольской и Орловской соответственно), Радонежской и берегом Волги
Сам монастырь был окружён стеной, жилые и служебные корпуса находились на огороженной территории. Два двухэтажных каменных здания занимали настоятель и братия, ещё в двух размещались трапезная и странноприимный дом, открытый в 1872 году. Ещё одно каменное здание сдавалось епархиальному управлению под свечной завод. Также внутри монастыря находилось кладбище, на котором за отдельную плату хоронили и мирян. Так на этом кладбище был похоронен основатель первой самарской кумысолечебницы Н. В. Постников.
Надворные службы размещались в постройках непосредственно у стен монастыря, там же были изба для кучера и дворника, квасоварня, баня, каретник, ледник. Также имелось 2 каменных подвала, погреб, сарай и амбар для хранения продовольствия.
За оградой находилась гостиница для богомольцев на 6 мест, построенная в 1900 году, и конюшня. Помимо прочего имущество у обители имелись водяная мельница на реке Мелекесс, и рыбные ловли на реках Сок и Кондурча, пожалованные императором из казённого имущества при учреждении обители.
К концу XIX века на монастырских землях образовалось два посёлка, Монастырский и Новый Афон. В Монастырском посёлке находилось более 130 домовладений, располагались мыловарня и кирпичный завод. Кварталы Нового Афона окружали монастырь со всех сторон.

## Настоящее время

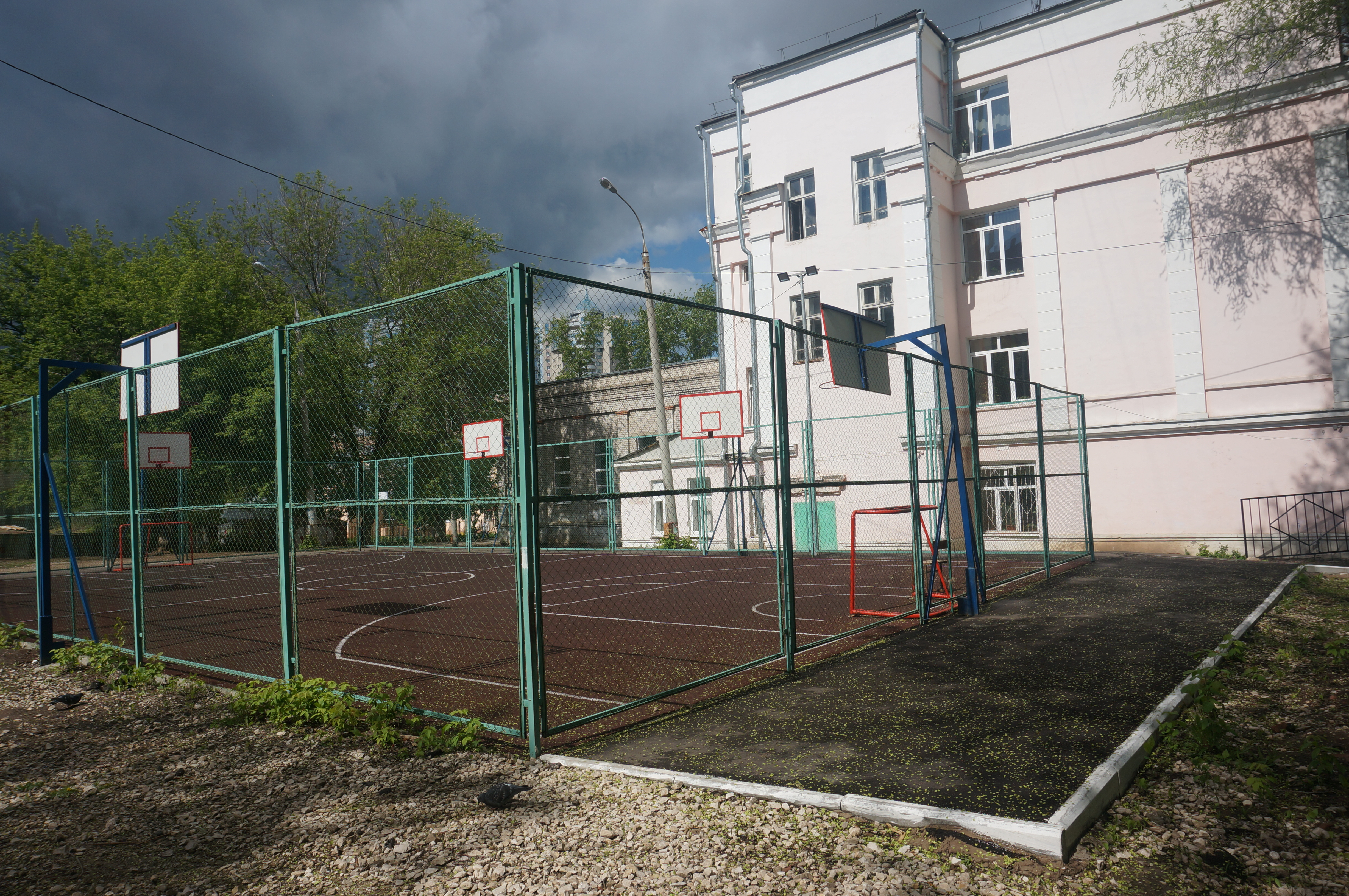
Спортплощадка школы №16 на бывшем монастырском кладбище

В настоящее время от построек монастыря сохранились немногое.
Это каменные монастырские ворота, которые, по легенде, избежали разрушения в память о маёвке, прошедшей около них в 1905 году. Однако сейчас они расположены не на первоначальном месте, изначально вход в монастырь был со стороны современной улицы Циолковского. Дата и причина перемещения ворот не известна. 19 октября 2013 года в специальные ниши над воротами были установлены иконы Божией Матери «Всех Скорбящих Радость» (со стороны тротуара улицы Осипенко) и Николая Чудотворца (со стороны улицы Осипенко и бывшей монастырской территории), убранные оттуда в 1920-х годах. Тогда же была установлена памятная табличка с краткой справкой о сохранившихся зданиях монастыря.
Сохранился двухэтажный каменный дом (некогда келейный корпус 1915 года постройки) по адресу улица Осипенко 10а, получивший в 1992 году статус памятника архитектуры городского значения. В годы советской власти в здании располагалась мужская школа, затем вечерняя школа для рабочей молодежи № 41. В российский период в помещении одно время находился банк, после закрытия которого здание долгое время пустовало. Сейчас в нём располагается коммерческая компания, которая провела капитальный ремонт, изменивший внешний вид фасада здания.
Также к бывшим монастырским постройкам относится здание постройки начала 1910-х годов, отданное под детский сад по адресу Осипенко 12, некогда бывшее монастырской трапезной. Изначальный внешний вид практически уничтожен поздними ремонтами.
Часть корпуса здания Самарской Духовной Семинарии на улице Радонежской, 2 тоже некогда располагалась на монастырской территории, хотя и не относилось непосредственно к монастырю
Школа № 16, открытая 6 октября 1937 года, стоит на фундаменте, оставшемся от разобранного храма.. В годы Великой Отечественной войны в школе размещался штаб 40-го зенитно-прожекторного полка. Спортивная площадка и двор школы находятся на территории монастырского кладбища.